# Hans Rübenstrunk
Hans Rübenstrunk (* 19. Mai 1926 in Radevormwald; † 8. Juni 1976) war ein deutscher Politiker (SPD). Er war von 1954 bis 1962 Mitglied des Landtags von Nordrhein-Westfalen.

## Leben
Nach dem Abitur leistete Hans Rübenstrunk Kriegsdienst im Zweiten Weltkrieg und geriet in Gefangenschaft. Ab 1948 arbeitete er als Verwaltungsangestellter bei der Stadtverwaltung Gelsenkirchen. Er machte die Fachprüfung für den mittleren und den gehobenen Dienst, anschließend wurde er Stadtoberinspektor und Stadtamtmann in Gelsenkirchen, später Stadtdirektor zunächst in Schötmar, nach der Fusion mit Bad Salzuflen in der neu gebildeten Stadt Bad Salzuflen.
Rübenstrunk war Mitglied der SPD und war zeitweise 1. Vorsitzender im SPD-Unterbezirk Gelsenkirchen. Er war auch Mitglied der Gewerkschaft Öffentliche Dienste, Transport und Verkehr. Bei den Landtagswahlen 1954  und 1958 wurde Rübenstrunk jeweils als Direktkandidat der SPD im Wahlkreis 96 (Gelsenkirchen-West bzw. Gelsenkirchen I) in den nordrhein-westfälischen Landtag gewählt, er war Abgeordneter vom 13. Juli 1954 bis zum 20. Juli 1962. Vom 17. Oktober 1961 bis zu seinem Ausscheiden aus dem Landtag war Rübenstrunk Vorsitzender des Rechnungsprüfungsausschusses, zeitweise war er auch stellvertretender Vorsitzender des Ausschusses für Innere Verwaltung (21. Oktober 1958 bis 20. Juli 1962) und des Sonderausschusses zur Beratung des Entwurfs eines Gesetzes zur Änderung des Besoldungsanpassungsgesetzes für das Land NRW (14. Januar 1960 bis 1. März 1962).